# John Kasmin

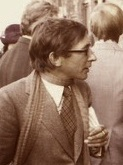
John Kasmin in 1975

John Kasmin (geboren als John Kaye, 24. September 1934 in London) ist ein britischer Galerist.

## Leben
John Kayes Vater war Vorarbeiter in der elterlichen Kleiderfabrik in Whitechapel. Kaye wurde mit sechzehn aus der Magdalen College School in Oxford genommen, um als Arbeiter in einer Blechfabrik in Cowley anzufangen. Mit siebzehn Jahren zog er nach Neuseeland. In Auckland änderte er seinen Namen in Kasmin und lebte von Gelegenheitsarbeiten. 1956 wurde er als Bohemian aus Neuseeland ausgewiesen und kehrte nach London zurück, wo er in Soho für ein paar Monate eine Hilfsarbeitertätigkeit in der Galerie von Victor Musgrave fand und auch dessen Frau, der Fotografin Ida Kar, assistierte. 1959 wurde er in der Marlborough Galerie angestellt. Im Februar 1961 traf er zum ersten Mal David Hockney. Er kaufte für 40 Pfund Sterling dessen Werk Doll Boy und kümmerte sich fortan um die Vermarktung von Hockneys Arbeiten. Künstlerisch wichtiger für ihn selbst waren aber Frank Stella und Anthony Caro, die er später vertrat. Hockneys Werke waren ein wichtiger Teil in der Galerie, die Kasmin 1963 mit finanzieller Unterstützung des Kunstsammlers Sheridan Dufferin in der New Bond Street eröffnete. Ungewöhnlich in der Galerie waren nicht nur die Künstler, sondern auch die großen, hellen Galerieräume. Zwar war die Eröffnungsausstellung mit der Farbfeldmalerei von Kenneth Noland noch ein Misserfolg, doch das änderte sich (mit Hockney im Rücken) schnell. 1966 wurden bei der Biennale di Venezia sechs seiner Künstler gezeigt: Caro, Bernard Cohen, Robyn Denny, Helen Frankenthaler, Jules Olitski und Richard Smith. 1972 zog sich Dufferin zurück, und die Galerie wurde mit großem Pomp geschlossen. Kasmin arbeitete nun in einem kleinen Büro und machte seine Ausstellungen in fremden Räumen. Nach dem Crash im Kunstmarkt 1992 hörte er ganz auf.
Kasmin widmet sich nun seinen Hobbys, er reiste mehrfach in den Iran und nach Afghanistan, mit Bruce Chatwin nach Westafrika, er sammelt Antiquitäten und aus seiner Ansichtskartensammlung hat er bereits vier thematische Auswahlbände bestückt und in einem eigenen Verlag veröffentlicht.

## Werke
- Want - 100 postcards from the collection of John Kasmin.Royal Academy of Arts, London 2013, ISBN 978-1-907533-46-4.